# Tyto cavatica
La lechuza de Puerto Rico o múcaro de Puerto Rico (Tyto cavatica) es una especie endémica de ave que habitó la isla de Puerto Rico, en América, y se encuentra ya extinta. Se estima su desaparición en el Holoceno, debido a cambios climáticos en el Pleistoceno, pero el descubrimiento de restos en 1912 podría indicar que pervivió durante más tiempo. Fue descrita por Alexander Wetmore en 1920. En ocasiones se considera una subespecie de la lechuza de La Española (Tyto glaucops), denominada en ese caso como Tyto glaucops cavatica.